# الأساطير (كتاب)
الأساطير: حكايات الآلهة والأبطال الخالدة (بالإنجليزية: Mythology: Timeless Tales of Gods and Heroes)‏ هو كتاب من تأليف كاتبة الأساطير إديث هاميلتون، نشرته مؤسسة براون الصغير وشركاؤه [الإنجليزية] في عام 1942. أعيد إصداره منذ ذلك الحين من قبل العديد من الناشرين، بما في ذلك طبعته المصوّرة للذكرى الخامسة والسبعين على نشره. يُعيد، الكتاب، سرد قصص الأساطير اليونانية والرومانية والإسكندنافية المستمدة من مجموعة متنوعة من المصادر. تتضمن المقدمة شرحًا لأهم الشعراء الكلاسيكيين الذين استخدموا كمصادر، وكيف أدت الثقافات المتغيرة إلى تغيير توصيفات الآلهة وأساطيرهم. كما أصبح يُستخدم بشكل متكرر في المدارس الثانوية والكليات كنص تمهيدي للأساطير والمعتقدات القديمة.

## المحتويات
ينطوي الكتاب على مقدمة وسبعة فصول:
1. آلهة الأوليمبوس اليونانية وأساطير الخلق اليونانية
2. الأساطير اليونانية والرومانية التي تنطوي على الحب والمغامرة، بما في ذلك حكايات إيروس وسايكي [الإنجليزية] وبحث جاسون عن الصوف الذهبي
3. أبطال ما قبل حرب طروادة، مثل بيرسيوس وثيسيوس وهيرقل وأتالانتا
4. حرب طروادة وأبطالها، بما في ذلك أوديسيوس وإينياس وأخيل
5. عائلات مهمة في الأساطير اليونانية: منزل أتروس، والبيت الملكي في طيبة، والبيت الملكي في أثينا
6. قصص أقل شهرة من الأساطير اليونانية والرومانية
7. حكايات من الأساطير الإسكندنافية تتضمن آلهة مثل أودين وثور ولوكي

تتضمن معظم الطبعات رسومات توضيحية للرسام الأمريكي ستيل سافج [الإنجليزية].